# Экстрим-парк (Мариуполь)
Экстрим-парк — парк экстремального отдыха.
Расположен в Кальмиусском районе города Мариуполь, в пойме реки Кальчик. На севере граничит с парком имени Н. А. Гурова (Лугопарк им. 200-летия г. Мариуполя).
Открытие парка состоялось 18 июля 2003 года. В 2016 году Экстрим-парк стал собственностью городской громады Мариуполя.
Металлургическим комбинатом было потрачено ок. 30 млн гривен для приобретения аттракционов из Италии, Голландии, России.
В парке есть 20 современных аттракционов, детская площадка, кафе, торговые павильоны.

## Аттракционы
- Водный спуск «Харакири»
- Колесо обозрения — Высота 31 метр, скорость 0,4 метра в секунду, вместимость 72 человека. Работает с 2003 г.[1].
- «Дикий поезд»
- «Ленивая река»
- Башня свободного падения
- «Кенгуру»
- Детская железная дорога
- Лодочная станция [выведена из эксплуатации]
- Лупинг
- Оса
- Карусель
- Качели виртуальной реальности и аерохокей
- Тир
- «Джмапинг»

## Награды
В 2003 году, по итогам конкурса «Лучшие здания и сооружения, построенные и принятые в эксплуатацию на территории Украины», Экстрим-парк занял третье место в номинации культурно-спортивные сооружения (объекты культуры).